# تام کوپلی
تام کوپلی (انگلیسی: Tom Copley؛ زادهٔ ۱۱ مهٔ ۱۹۸۵) سیاستمدار اهل بریتانیا است.